# Financier
Un financier è un tipico dolce di piccole dimensioni della cucina francese, spesso confuso per un muffin. Il financier è un dolcetto da tè molto leggero e morbido, simile ad un pan di spagna ma realizzato con farina di mandorle, mandorle tritate o sbriciolate, o aroma di mandorle. Gli altri ingredienti del dolce sono beurre noisette (burro marrone), chiara d’uovo, zucchero a velo e farina. I financier sono spesso cotti in stampi appositi.
In origine i financier erano piccoli dolci ovali preparati dalle suore dell'Ordine della Visitazione di Santa Maria. Gli svizzeri hanno poi adattato la ricetta dando loro la forma di lingotto, e la ridenominazione financier.
Il nome "financier" si dice che derivi dal tradizionale stampo a forma rettangolare, che ricordava un lingotto d'oro. Secondo un'altra teoria invece il nome sarebbe dovuto al fatto che tale dolce fosse diventato popolare nel distretto finanziario della Borsa di Parigi.
Spesso i financier vengono decorati con panna montata, frutti di bosco o altra frutta e serviti accompagnati da gelato o altri dolci freddi. Gli stampi per i financier sono tradizionalmente rettangolari; tuttavia, con il tempo, anche altre forme sono diventate frequenti.